# Eccellenza Campania
La Eccellenza Campania (en italiano: Eccellenza Campania) es una de las divisiones que conforman la Eccellenza, la quinta categoría de fútbol de Italia, en la cual participan los equipos de la región de Campania.
Es organizada por la Lega Nazionale Dilettanti (Liga Nacional Amateur) a través del Comité Regional de Campania.

## Sistema de competición
Desde la temporada 2022-23, el torneo está compuesto por 36 equipos divididos en dos grupos (gironi) de 18. El primer clasificado de cada grupo asciende directo a la categoría superior (Serie D), mientras que los equipos clasificados desde el tercero al quinto lugar de cada grupo acceden a los playoffs. Los últimos dos clasificados de cada grupo descienden directamente a la categoría inferior (Promozione), mientras que otros dos descensos por cada grupo se determinan a través de los playouts, a los que acceden los equipos clasificados desde el decimotercero al decimosexto puesto.
En la temporada 2024-25, el Grupo A consta de 12 equipos de la Ciudad metropolitana de Nápoles y 6 de la Provincia de Caserta, mientras que el Grupo B está compuesto por 9 equipos de la Provincia de Salerno, 4 de la Ciudad metropolitana de Nápoles, 3 de la Provincia de Avellino, 1 de la Provincia de Benevento y 1 de la Provincia de Foggia (el único equipo de la Eccellenza Campania cuya sede no se encuentra en Campania, sino en Apulia).

## Campeones

### Grupo A
| - 1991-92: Gabbiano Napoli - 1992-93: Portici - 1993-94: Boys Caivanese - 1994-95: Giugliano - 1995-96: Arzanese - 1996-97: Sant'Anastasia - 1997-98: Viribus Unitis - 1998-99: Pro Sangiuseppese - 1999-00: Ercolano - 2000-01: Gladiator |  | - 2001-02: Intersavoia - 2002-03: Ercolano - 2003-04: Acerrana - 2004-05: El Brazil Cuma - 2005-06: Ischia Isolaverde - 2006-07: Caserta - 2007-08: Pianura - 2008-09: Casertana - 2009-10: Atlético Nola - 2010-11: CTL Campania |  | - 2011-12: Savoia - 2012-13: Progreditur Marcianise - 2013-14: Nerostellati Frattese - 2014-15: Turris - 2015-16: Hercolaneum - 2016-17: Portici - 2017-18: Savoia - 2018-19: Giugliano - 2019-20: Afragolese - 2020-21: San Giorgio |  | - 2021-22: Palmese - 2022-23: Ischia - 2023-24: Acerrana - 2024-25: Afragolese |

### Grupo B
| - 1991-92: Paganese - 1992-93: Nocerina - 1993-94: Cavese - 1994-95: Giovani Lauro - 1995-96: Pro Ebolitana - 1996-97: Angri - 1997-98: Sorrento - 1998-99: Real Paganese - 1999-00: Scafatese - 2000-01: Angri |  | - 2001-02: Ariano Irpino - 2002-03: Spigolatrice - 2003-04: Scafatese - 2004-05: Ebolitana - 2005-06: Sant'Antonio Abate - 2006-07: Gelbison - 2007-08: Vico Equense - 2008-09: Forza e Coraggio - 2009-10: Battipagliese - 2010-11: Serre Alburni |  | - 2011-12: Agropoli - 2012-13: Vico Equense - 2013-14: Virtus Scafatese - 2014-15: Gragnano - 2015-16: Città di Nocera - 2016-17: Ebolitana - 2017-18: Sorrento - 2018-19: San Tommaso - 2019-20: Santa Maria Cilento - 2020-21: Mariglianese |  | - 2021-22: Puteolana - 2022-23: San Marzano - 2023-24: Sarnese - 2024-25: Heraclea |

## Equipos 2024-25

### Grupo A
| Club            | Ciudad                             |
| --------------- | ---------------------------------- |
| Afragolese      | Afragola (Nápoles)                 |
| Albanova        | Casal di Principe (Caserta)        |
| Castelvolturno  | Castel Volturno (Caserta)          |
| Ercolanese      | Ercolano (Nápoles)                 |
| Frattese        | Frattamaggiore (Nápoles)           |
| Frocalcio       | Lusciano (Caserta)                 |
| Gladiator       | Santa Maria Capua Vetere (Caserta) |
| Micri           | Pomigliano d'Arco (Nápoles)        |
| Montecalcio     | Monte di Procida (Nápoles)         |
| Nola            | Nola (Nápoles)                     |
| Pomigliano      | Pomigliano d'Arco (Nápoles)        |
| Portici         | Portici (Nápoles)                  |
| Quarto          | Quarto (Nápoles)                   |
| Real Forio      | Forio (Nápoles)                    |
| Real Normanna   | Aversa (Caserta)                   |
| Sant'Anastasia  | Sant'Anastasia (Nápoles)           |
| Sessana         | Sessa Aurunca (Caserta)            |
| Virtus Afragola | Afragola (Nápoles)                 |

### Grupo B
| Club                  | Ciudad                                |
| --------------------- | ------------------------------------- |
| Agropoli              | Agropoli (Salerno)                    |
| Apice                 | Apice (Benevento)                     |
| Audax Cervinara       | Cervinara (Avellino)                  |
| Battipagliese         | Battipaglia (Salerno)                 |
| Buccino Volcei        | Buccino (Salerno)                     |
| Calpazio              | Capaccio (Salerno)                    |
| Castel San Giorgio    | Castel San Giorgio (Salerno)          |
| Ebolitana             | Éboli (Salerno)                       |
| Heraclea              | Candela (Foggia)                      |
| Lions MM Montemiletto | Montemiletto (Avellino)               |
| Santa Maria Cilento   | Santa Maria di Castellabate (Salerno) |
| Salernum Baronissi    | Baronissi (Salerno)                   |
| Sant'Antonio Abate    | Sant'Antonio Abate (Nápoles)          |
| Santa Maria La Carità | Santa Maria la Carità (Nápoles)       |
| Solofra               | Solofra (Salerno)                     |
| Victoria Marra        | Boscoreale (Nápoles)                  |
| Virtus Serino         | Avellino (Avellino)                   |
| Virtus Stabia         | Castellammare di Stabia (Nápoles)     |